# Pierre Ginisty
Pierre Ginisty, né le 8 mars 1884 à Genève et mort pour la France à Saint-Julien dans la région d'Ypres en Belgique le 24 décembre 1914, est un avocat, journaliste et auteur dramatique français du XXe siècle. Son nom est inscrit au Panthéon dans la liste des 560 écrivains morts pour la France.

## Biographie
Pierre Charles Léon Ginisty, né le 8 mars 1884 à Genève, est le fils unique d'Eugène Léon Paul Ginisty (1855-1932) écrivain et directeur du théâtre de l'Odéon et de Louise Antoinette Bellamy (1858-).
Il fait son service militaire au 131e régiment d'infanterie, de novembre 1903 à septembre 1904. Passé dans la réserve, il est nommé sergent en mars 1905 et promu sous-lieutenant en décembre 1909.
Licencié en droit et diplômé de l'École des langues orientales en 1905, il est admis comme avocat à la Cour d'appel de Paris le 12 novembre 1907 et élu 11e secrétaire de la Conférence pour la promotion 1913-1914.
Il épouse Anne-Marie Brisson (1890-1975) le 20 décembre 1910 à la mairie du 9e arrondissement de Paris,, qui appartient comme lui au monde des lettres du début du siècle. En effet, le grand-père maternel d'Anne-Marie est le critique et journaliste Francisque Sarcey, son grand-père paternel le journaliste Jules Brisson, son père Adolphe Brisson est journaliste et directeur des Annales politiques et littéraires, Yvonne Sarcey, sa mère est critique de théâtre et son frère, Pierre Brisson, dirigera Le Figaro.
Commence alors pour lui une double carrière, entre le barreau et les lettres. Son goût littéraire et son environnement familial l'amènent à écrire. Il est ainsi critique dramatique aux Annales Politiques et Littéraires, écrit des textes inspirés de son expérience d'avocat sous la rubrique des Croquis du Palais et commence une carrière d'auteur dramatique avec Chambre d'ami, qui est représentée au Théâtre Michel.
Lorsqu'éclate la Première Guerre mondiale, il est mobilisé au 153e régiment d'infanterie et promu lieutenant. D'abord affecté à Fontainebleau, il est envoyé à Béziers puis à Pézenas et chargé de l'instruction des nouvelles recrues de la classe 1914, mais sa correspondance montre qu'il est pressé d'aller au front. À la tête de la 1ère compagnie, il quitte Béziers pour Dunkerque, où il arrive le 18 décembre 1914. Son régiment se dirige alors vers Ypres. Arrivé depuis deux jours dans les tranchées entre Saint-Julien et Poelcappelle, le lieutenant Pierre Ginisty est atteint d'une balle à la poitrine le 24 décembre 1914 et expire une heure plus tard,,,. Il est inhumé à Ypres à la nécropole nationale française de Saint-Charles-de-Potyze.
L'infirmier CH. Savine rapporte que « le lieutenant Ginisty a été tué en remplissant la mission d'observateur d'artillerie, c'est-à-dire en observant le tir (le résultat) de nos batteries, et en téléphonant à nos batteries pour régler leur tir sur les tranchées boches ».
La citation qui accompagne sa distinction dans l'ordre de la Légion d'honneur en précise les circonstances : « mortellement blessé pendant qu'il reconnaissait une tranchée ennemie, n'a pas voulu se faire panser avant d'avoir transmis son commandement. A donné l'exemple de la plus haute fermeté d'âme disant, avant de mourir, à ses hommes : "Je suis perdu, mais qu'importe si nous avons la victoire" ».

## Distinctions
- Chevalier de la Légion d'honneur, à titre posthume, décret du 27 avril 1920[22]
- Officier d'académie, Journal officiel du 30 décembre 1910[23]
- 1915 : Académie française - Prix Montyon pour Chambre d'ami[24]

## Hommages
- Le nom de Pierre Ginisty est inscrit au Panthéon dans la liste des 560 écrivains morts pour la France[25].
- Son nom figure sur les plaques commémoratives 1914-1918 du lycée Louis-Le-Grand, de la faculté de droit et de la SACEM à Paris[26].

## Œuvres principales
- Jour d'échéance, un acte, en collaboration avec Raymond Genty
- Chambre d'ami, un acte, en collaboration avec Louis Sonolet
- Croquis du Palais : Barnabé ou le crime du boulevard Picpus ou l'acquitté peu reconnaissant, 1913
- Croquis du Palais : Le Douzième juré, 1913
- Poivre, farce judiciaire, 1914[27]